# Чита I
Чита I (рос. Чита I) — станція Читинського регіону Забайкальської залізниці Росії, розташована на дільниці Заудинський — Каримська між станціями Кадала (відстань — 11 км) і Чита II (3 км). Відстань до ст. Заудинський — 546 км, до ст. Каримська — 99 км.
Розташована в місті Читі.